# Nannophrys guentheri
Nannophrys guentheri là một loài ếch đã tuyệt chủng thuộc họ Ranidae. Đây là loài đặc hữu của Sri Lanka. 
Nó được đặt tên theo nhà động vật học Anh sinh ở Đức.